# 2006年冬季奥林匹克运动会花样滑冰比赛
花式滑冰於都靈冬季奧運中設4個小項，按时间顺序依次為雙人滑、男子單人滑、冰上舞蹈、以及女子單人滑。花樣滑冰的賽事由2月11日正式開始，至2月24日完成所有比賽。

## 雙人滑
雙人賽是本屆冬季奧運中，金牌最早產生的花樣滑冰小項，於2月11日進行短節目，2月13日是自由滑。
在首日的短節目賽事中，中國的三對組合申雪與赵宏博、庞清與佟健、张丹與张昊排名第五、第四和第二。
而在次日的自由滑中，中國分別奪得一面銀牌和一面銅牌，而另外一隊組合庞清／佟健總得分186.67排名第四，是中國自參與冬季奧運的花样滑冰項目中最佳的成績。
| 獎牌 | 隊伍（運動員）              | 得分     |
| 金牌 | 俄羅斯 托特米安尼娜／马列宁 | 204.48分 |
| 銀牌 | 中国 张丹／张昊             | 189.73分 |
| 銅牌 | 中国 申雪／赵宏博           | 186.91分 |

## 男子單人滑
男子單人滑於2月14日與2月16日進行，首日為短節目，次日為自由滑。
在首日的比賽中，俄羅斯運動員普鲁申科以90.66分各列第一，而中國的李成江和張民分別排名第21和第11。
| 獎牌 | 運動員          | 得分     |
| 金牌 | 俄羅斯 普鲁申科 | 258.33分 |
| 銀牌 | 瑞士 兰比尔     | 231.21分 |
| 銅牌 | 加拿大 布特     | 227.59分 |

## 冰上舞蹈
冰上舞蹈在2月17日及2月20日舉行，首日為创编舞，次日為自由滑。
在首日的比賽中，俄羅斯组合纳乌卡／科斯特马洛夫以99.27分暫時排名第一，第二為美國組合，第三位是烏克蘭組合。
次日，俄羅斯组合纳乌卡／科斯特马洛夫最終成為金牌得主。
| 獎牌 | 隊伍（運動員）              | 得分     |
| 金牌 | 俄羅斯 纳乌卡／科斯特马洛夫 | 200.64分 |
| 銀牌 | 美国 贝尔宾／阿格斯托       | 196.06分 |
| 銅牌 | 乌克兰 格鲁什娜／冈查洛夫   | 195.85分 |

## 女子單人滑

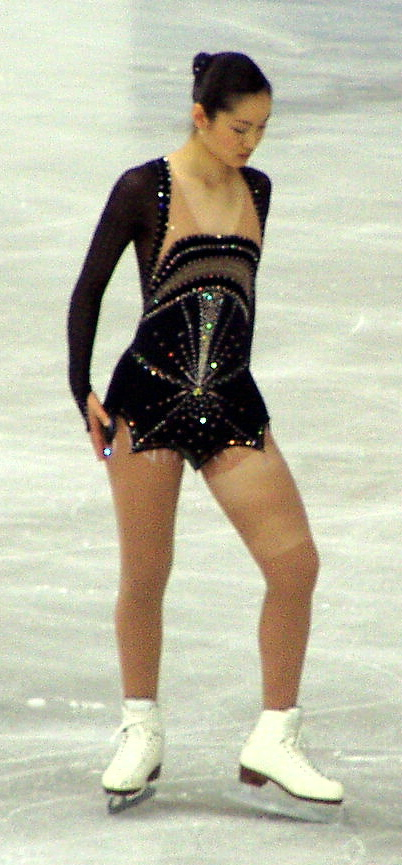
金牌得主荒川静香

女子單人滑在2月21日及2月23日舉行，首日為短節目，次日為自由滑。日本的荒川静香以總分191.34分贏得日本於本屆冬季奧運的首面金牌以及成為第一位亞洲運動員贏得該小項的金牌。
| 獎牌 | 運動員            | 得分     |
| 金牌 | 日本 荒川静香     | 191.34分 |
| 銀牌 | 美国 科恩         | 183.36分 |
| 銅牌 | 俄羅斯 斯鲁茨卡娅 | 181.44分 |

## 獎牌榜
| 排名 | 国家／地区 | 金牌 | 银牌 | 铜牌 | 總數 |
| ---- | ---------- | ---- | ---- | ---- | ---- |
| 1    | 俄罗斯     | 3    | 0    | 1    | 4    |
| 2    | 日本       | 1    | 0    | 0    | 1    |
| 3    | 美国       | 0    | 2    | 0    | 2    |
| 4    | 中国       | 0    | 1    | 1    | 2    |
| 5    | 瑞士       | 0    | 1    | 0    | 1    |
| 6    | 加拿大     | 0    | 0    | 1    | 1    |
| 6    | 乌克兰     | 0    | 0    | 1    | 1    |
| 總計 | 總計       | 4    | 4    | 4    | 12   |